# アレクサンドル・ケレンスキー
アレクサンドル・フョードロヴィチ・ケレンスキー（アレクサーンドル・フョードロヴィチ・ケーレンスキイ；ロシア語:   Алекса́ндр Фёдорович Ке́ренский  , ラテン文字転写:   Aleksandr Fyodorovich Kerenskii , アリクサーンドル・フョーダラヴィチ・キェーリェンスキイ、1881年4月22日（ロシア旧暦、グレゴリオ暦では5月4日） - 1970年6月11日）は、ロシアの弁護士、政治家。社会革命党党員で、ロシア革命（2月革命）の指導者の一人でもあり、ペトログラード・ソビエト副議長、臨時政府法務大臣、陸軍・海軍大臣、大臣会議議長（1917年）などの役職を歴任した。
1917年の2月革命後、新たに成立した臨時政府に入閣し、最初は法務大臣、次いで陸軍大臣を務め、7月以降は臨時政府の首班（首相）を務めた。彼は社会革命党の社会民主主義トルドヴィキ派の指導者でもあり、ペトログラード・ソビエトの副議長を務め、大きな権力を握っていた。臨時政府の首相に就任したケレンスキーは、その任期中に第一次世界大戦を継続させ、1917年頃からは反戦感情や反対意見を取り締まりを強化したが、政権は不安定な状態であった。
ケレンスキーは10月革命まで権力の座にあった。この革命により、ボリシェヴィキはウラジーミル・レーニン率いるソビエト政権を樹立し、ケレンスキー政権に取って代わった。ケレンスキーはロシアを脱出し、亡命生活を送った。彼はパリ、ニューヨークを行き来し、後年はスタンフォード大学のフーヴァー研究所で働いていた。

## 生涯

### 生い立ち
ロシア帝国のシンビルスク（現在のウリヤノフスク）に一家の長男として生まれる。父フョードルはシンビルスク古典中高等学校の校長であったが、教師になる前はモスクワで商人をしていた。この学校の生徒の中には、ウラジーミル・ウリヤノフ（後のウラジーミル・レーニン）がおり、ケレンスキー家とウリヤノフ家は互いに親しかった。1887年にレーニンの兄アレクサンドル・ウリヤノフがアレクサンドル3世暗殺計画の首謀者として処刑された際も、フョードルはレーニンを擁護していた。母ナジェーダはカザン軍管区地形局長の父と元農奴の母との間に生まれた娘だった。
1889年に父が公立学校の監査官に任命され、ケレンスキーは父に連れられ任地のタシュケントに移った。1899年にサンクトペテルブルク大学に入学し、歴史学と言語学を学び、翌1900年からは法学を専攻した。1904年に法学の学位を取得し、同時期にロシア帝国軍将軍の娘オリガ・ルヴォヴナ・バラノフスカヤと結婚した。大学卒業後は弁護士となり、ロシア第一革命の犠牲者遺族の法律顧問を務め、ナロードニキ運動に参加し、1904年末に武装組織の一員の嫌疑で投獄された。しかし、ケレンスキーは弁護士として、彼らの弁護を通して世間から高い評判を得ていた。

### 下院議員

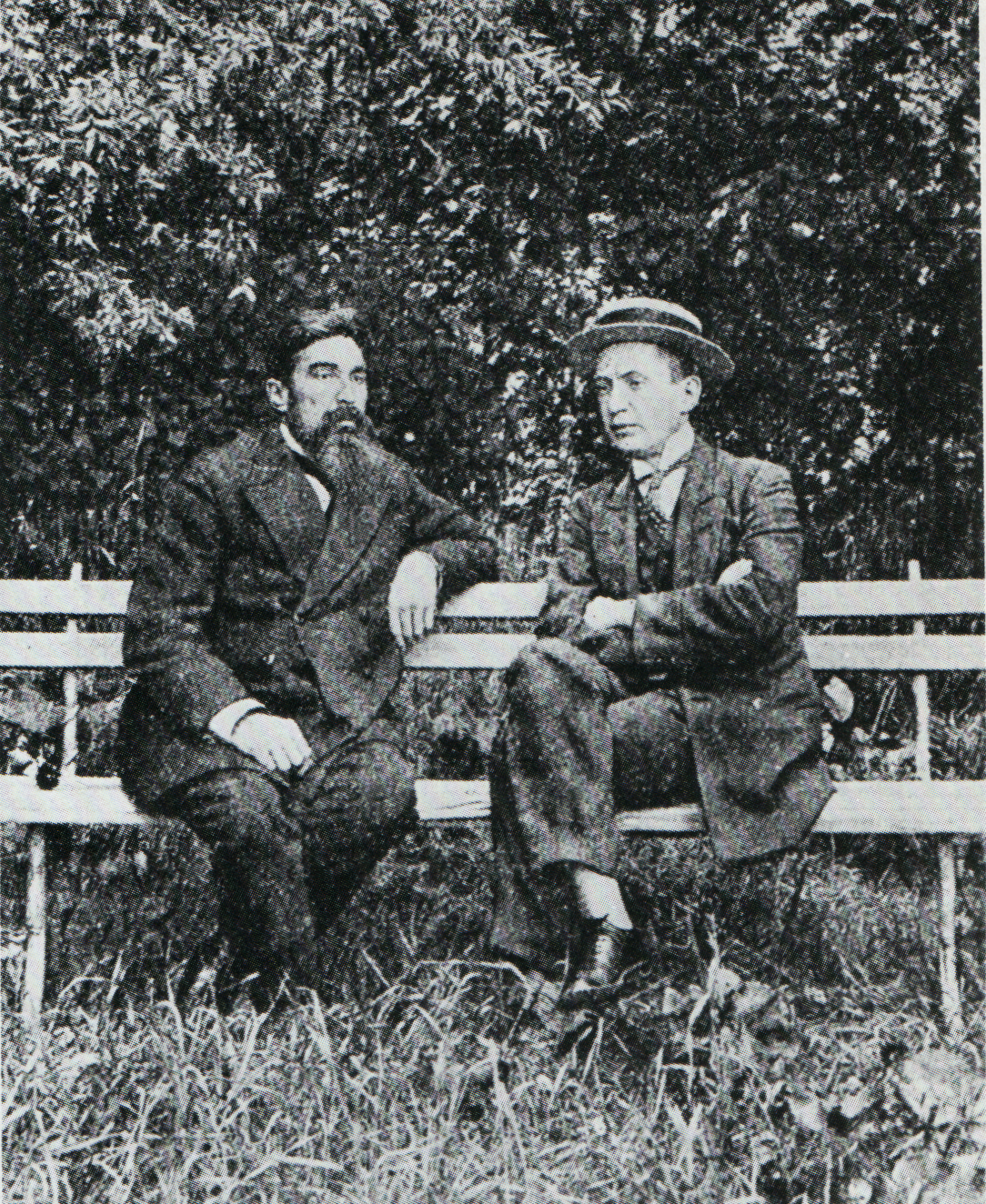
タヴリーダ宮殿の庭園でトルドヴィキのメンバーと会うケレンスキー

1912年にトルドヴィキから出馬して第4回ドゥーマに当選。また、ロシアの民主的変革を求める反君主制勢力のフリーメイソン方式の結社にも参加を果たした。議会ではリベラル・反帝政的立場からニコライ2世と彼の内閣と対峙し、雄弁家として知られていた。同年4月、東シベリアのレナ川流域の金鉱で労働者ら軍隊に射殺されたレナ虐殺事件が起こると、ケレンスキーは事件調査委員会の委員長となり、改革派議員としてその名を知られるようになる。
8月、彼はボリシェヴィキを除く、メンシェヴィキ、自由党、その他いくつかの社会主義政党を含む進歩ブロックのメンバーとなり、ニコライ2世に対する社会主義反対派の熟練した議会指導者としての地位を確立した。
ケレンスキーは、フランスのグランド・オリエントから派生したフリーメーソンのロシア人民グランド・オリエントのメンバーであった。その後ケレンスキーはロシア人民グランド・オリエントの事務総長の地位に就き、1917年7月に臨時政府に入閣するまでその地位を維持した。また、彼の後任はメンシェヴィキのアレクサンドル・ハルパーンであった。

#### ラスプーチンの排除
1916年11月2日開会のドゥーマでは、第一次世界大戦における東部戦線での相次ぐ敗退と、皇帝夫妻に取り入る怪僧グリゴリー・ラスプーチンへの批判を展開し、閣僚を「雇われの暗殺者」「臆病者」「卑劣なラスプーチンの言いなり」と弾劾した。ケレンスキーはニコライ・ミハイロヴィチ大公、ゲオルギー・リヴォフ公爵、ミハイル・アレクセーエフ将軍と共に、ラスプーチンを重用するアレクサンドラ皇后をイギリス又はヤルタのリヴァディア宮殿に追放するようにニコライ2世に求めた。また、ミハイル・ロジャンコ、エリザヴェータ・フョードロヴナ大公妃、マリア・フョードロヴナ皇太后、ヴィクトリア大公妃もラスプーチンの影響力を排除するように皇帝夫妻に圧力をかけたが、どちらの動きにも皇帝夫妻は応じなかった。
1916年12月にラスプーチンはフェリックス・ユスポフに暗殺された。後にロシア臨時政府の司法大臣となったケレンスキーは、兵士たちに、ツァールスコエ・セローの遺体を田舎の名もない場所に埋葬するよう命じた。しかし、トラックはサンクトペテルブルク郊外のレスノエ街道で雪のために故障したため停止を余儀なくされた。最終的に遺体はサンクトペテルブルク国立工芸大学の近くのボイラー工場の大釜で朝の3時から7時の間に棺も含めて焼却され、痕跡ひとつ残さなかったと思われる。ケレンスキーは回顧録の中で、「ラスプーチンは『故郷のポクロフスコエ村に帰る』と脅して、アレクサンドラをコントロールしていた」と主張している。

### ロシア革命

#### 二月革命

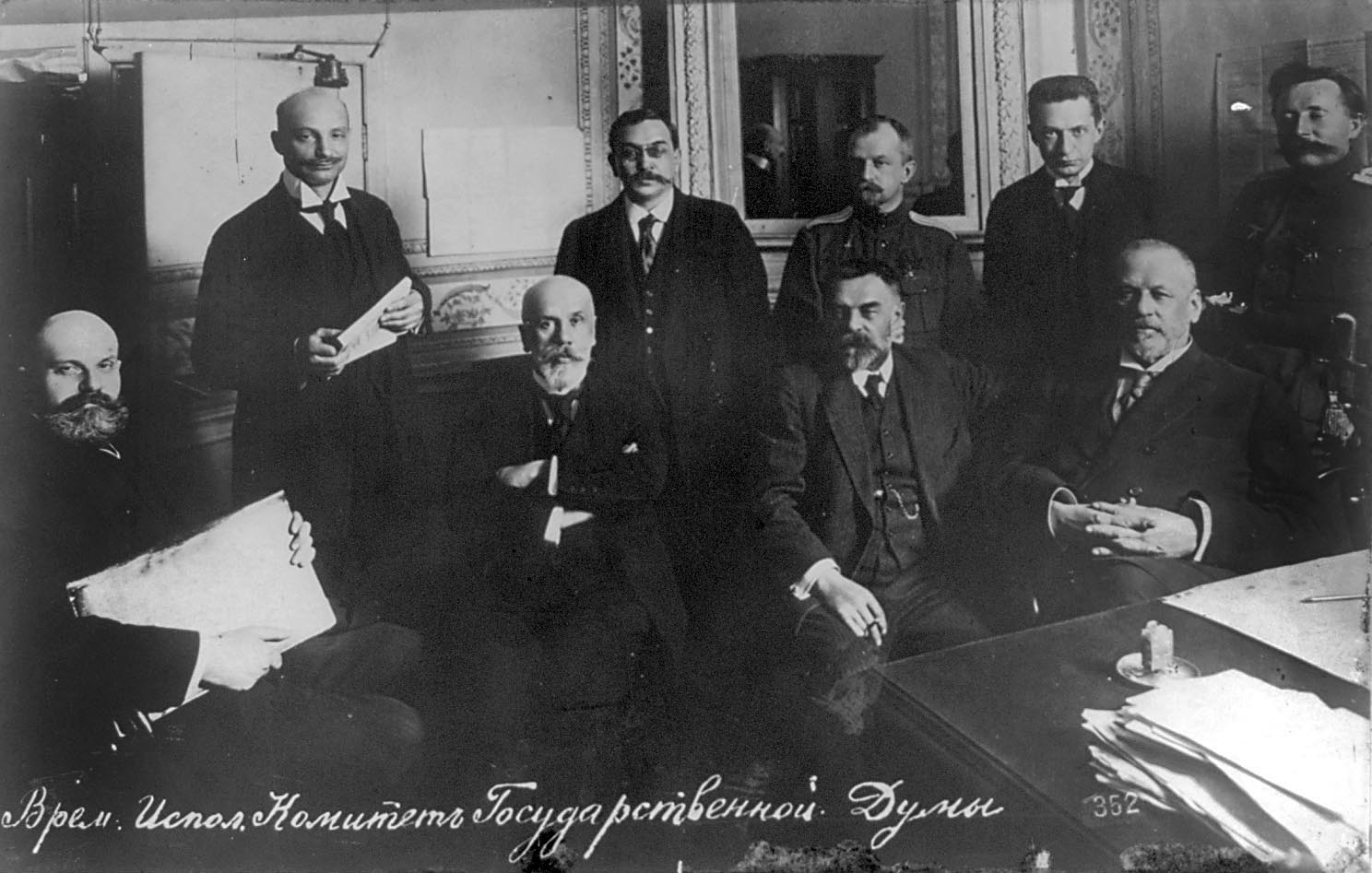
臨時委員会のメンバー（後列右から2人目がケレンスキー）

1917年3月8日（ユリウス暦2月23日）、ペトログラード（サンクトペテルブルク）におけるデモをきっかけに二月革命が勃発すると、パーヴェル・ミリュコーフとともに、改革派議員の有力者と目されていたケレンスキーは帝政に反対する最も有名な演説者の一人として、また、弁護士として、多くの革命家の擁護者として、ロシア国会臨時委員会の委員に選出された。ペトログラード・ソヴィエトの副議長に任命されたが、ドゥーマとペトログラード・ソビエトの対立構造は解消されなかった。
ペトログラード・ソビエトは、3000人から4000人の議員を擁するまでに成長した。1917年3月12日（ユリウス暦 2月27日）から3月13日（ユリウス暦2月28日）にかけての会議で、ペトログラード・ソビエト執行委員会（イスポルコム）は、ソビエトに代表される各党から最終的に3名の委員を選出する自任委員会を結成し、ケレンスキーは社会革命党を代表する委員の一人となった。
1917年3月14日（ユリウス暦3月1日）、ソビエトのイスポルコムは、政府との協議なしに16万人のペトログラード守備隊だけを対象とした悪名高い「指令第1号」を出したが、これは「将校の権限剥奪」につながり、さらに「指令第3号」により、政治的において軍はソビエトに従属すると規定された。この指令は、将校たちが最も反革命分子であると考えた社会主義者のグループからの発案で、将校の権限を軍事専門家としての立場に限定することを目的としていた。これらの指令におけるケレンスキーの役割は不明だが、彼は一連の決定に参加した。しかし、革命前に反帝政派の多くを擁護したように、今度は暴徒にリンチされそうになっていた旧政府の官僚の多くの命を救ったという。
さらに、ドゥーマは執行委員会を組織し、これが最終的にロシア臨時政府となった。イスポルコムとこの政府との間にはほとんど信頼関係がなかったため、ケレンスキーはイスポルコムだけでなくペトログラード・ソビエト全体に向けて熱弁を行った。そして、大臣として民主主義の価値観を決して侵さないと誓い、演説の最後を「私は人民なしには生きられない」と締めくくり、労働者と兵士の大多数は彼に大きな拍手を送り、ケレンスキーは臨時政府とイスポルコムの両方に参加した最初で唯一の人物となった。

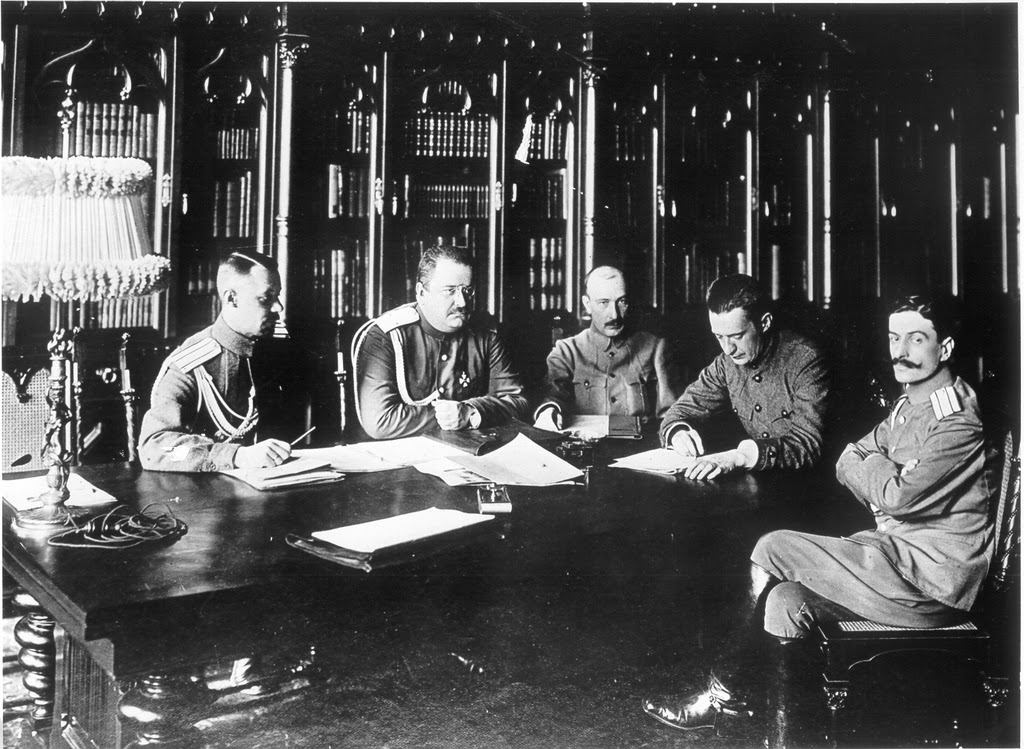
右から2番目が陸軍大臣就任時のケレンスキー（1917年8月）

3月16日（ユリウス暦3月3日）に臨時政府が樹立されると司法大臣として入閣した。ケレンスキーは軍服姿で公の場に現れたが、彼自身は軍隊に所属したことはなかったため、彼の軍服には肩章やその他の装飾・勲章等は付いていなかった。ケレンスキーは政治犯の恩赦、ポーランドの独立承認、フィンランドの独立など臨時政府の決定を主導した。彼の命令により、すべての革命家が亡命先から帰還した。だが彼のもとで、かつての司法制度の破壊が始まった。3月3日には、すでに治安判事協会が改組され、判事1名と判事2名の計3名で構成されるようになった。3月4日、最高刑事裁判所、政府上院の特別法廷、司法会議所、階級代表の参加する地方裁判所が廃止された。4月には、英仏に戦争継続を確約したことが発覚して批判を受けた外務大臣パーヴェル・ミリュコーフと陸海軍大臣アレクサンドル・グチコフが辞任に追い込まれ、ケレンスキーはグチコフの後任の陸海軍相に就任した。ケレンスキーは彼がソヴィエト出身であったことが功を奏し、兵士と労働者の支持を背景に政府の実権を握ることに成功した。
陸海軍大臣となったケレンスキーは自己の側近の将軍や将校をたちを陸軍の様々な要職に任命した。彼の義弟のウラジーミル・バラノフスキー中佐は陸軍大臣官房長に任命され、大佐に昇進し、1ヵ月後には少将に昇進した。参謀将校のグリゴリー・ヤクボヴィチ大佐とゲオルギー・トゥマノフ大佐は陸軍大臣補佐官に任命された。
5月23日（ユリウス暦5月10日）には戦争継続を主張し各地を遊説した。彼の演説はその場においては印象的で説得力があったが、永続的な効果はほとんどなく、兵士からは「説得司令官」と揶揄された 。陸海軍最高司令官をアレクセーエフ将軍をアレクセイ・ブルシーロフ将軍に代え、ドイツに対する大規模な攻勢を命令した（ケレンスキー攻勢）。当初この攻勢は成功を収めたが、すぐに強力な抵抗に遭い、中央同盟国は強力な反撃に出た。ロシア軍は後退を余儀なくされ、多大な損害を被り、脱走、サボタージュ、反乱なども多発し、もはや攻勢は失敗したことは誰の目にも明らかであった。また、軍部からの支持も曖昧であり、ケレンスキーの将校の職務権限を剥奪し、代わりに革命に傾倒した「兵士委員会」（солдатские комитеты）に管理を委ねること、死刑を廃止すること、革命扇動者の前線への同席を認めることなどの一連、軍制改革は軍部の反感を買い、彼の自由主義的な政策は激しく批判された。

#### 臨時政府首班
7月16日（ユリウス暦7月3日）にはペトログラードでボリシェヴィキが蜂起する七月蜂起が発生し、リヴォフは首相を辞任に追い込まれ、ケレンスキーは陸軍大臣と海軍大臣のポストを維持したまま 、後任の首相に就任した。8月には陸海軍最高司令官ラーヴル・コルニーロフ将軍がボリシェヴィキ排除を目指しペトログラードに進軍した（コルニーロフ事件）。9月9日にケレンスキーはコルニーロフを更迭したが、コルニーロフはコサック部隊を首都へと向かわせて進軍を続けた。ケレンスキーは事態に対処すべく、ボリシェヴィキの準軍事組織である赤軍に助力を要請した。最終的にコルニーロフは逮捕され、ケレンスキーは自ら陸軍最高司令官に就任するが、臨時政府内での影響力は低下し、クーデターの鎮圧に活躍したボリシェヴィキが勢力を拡大することになった。

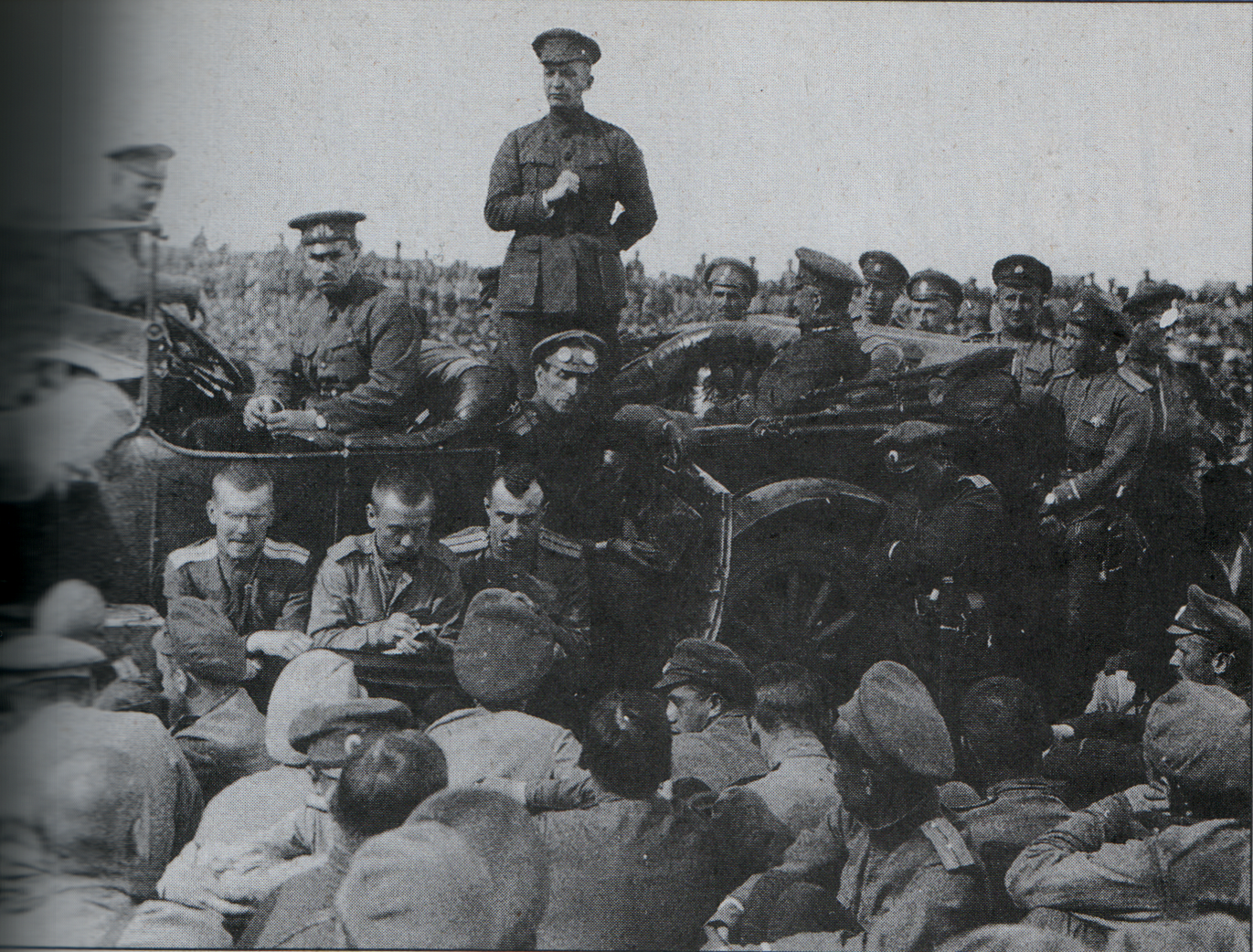
前線で兵士を鼓舞するケレンスキー

9月15日（ユリウス暦9月1日）、ケレンスキーは国号を「ロシア共和国」に変更した。彼は憲法制定議会が設立されるまで権力を維持しようと努めたが、社会革命党の理念である社会主義に反する共和制宣言により、党内からも彼に対する批判が生じた。共和制宣言後、ケレンスキーは自らを委員長に、外相ミハイル・テレシチェンコ、陸相アレクサンドル・ヴェルホフスキー、海相ドミトリー・ヴェルデレフスキー、郵政電信相アレクセイ・ニキーチンを委員に任命して最高会議委員会を組織した。以後、ケレンスキー政権はこの5人によって指導されることになる。
当初は兵士からの人気があったケレンスキーだったが、戦争継続を訴え続ける彼に対し、「ロマノフ朝が崩壊すれば戦争は終わる」と考えていた兵士たちは次第に「平和、土地、パン」を主張して講和を掲げるボリシェヴィキを支持するようになった。兵士たちは次々に脱走し、1917年秋には兵力は200万人まで減少していた。一方、ケレンスキーや閣僚は、戦争から離脱した場合に英仏からの食糧供給が絶たれ、国内が混乱することを恐れたため、戦争を継続する以外に選択肢がなかった。また、反ボリシェヴィキで共闘する立場だった軍司令官コルニーロフを逮捕してしまったことで、ボリシェヴィキに対抗する戦力も失っていた。

#### 十月革命

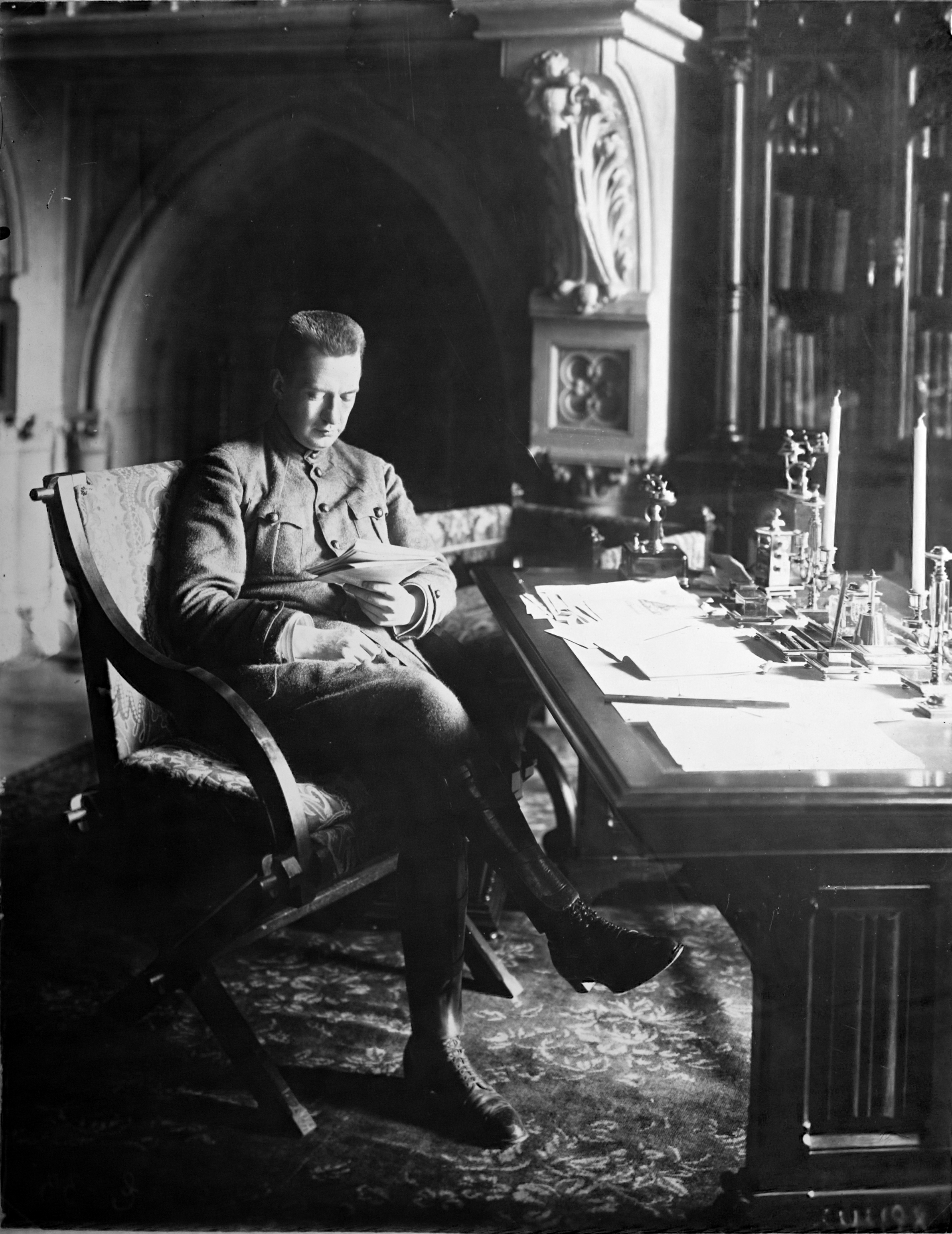
執務中のケレンスキー

コルニーロフ事件の際、ケレンスキーはペトログラードの労働者に武器を配布していたが、11月までにこれらの武装した労働者のほとんどはボリシェヴィキに移った 。10月上旬にフィンランドから帰還したレーニンは、ボリシェヴィキに臨時政府打倒を呼びかけた。これを聞いたケレンスキーは11月5日（ユリウス暦10月24日）早朝に、士官学校生などを動員してボリシェヴィキの機関誌印刷所などを襲撃させた。しかし、レフ・トロツキー率いる赤軍はこれに直ちに反攻に出、印刷所を回復させ、郵便局、発電所、銀行等の公共機関の占領に成功した。これに続き、ボリシェヴィキは11月6日（ユリウス暦10月25日）にペトログラードで全面的な蜂起を行った（十月革命）。ケレンスキーが動員できる戦力は「死の大隊」と呼ばれる2個女性大隊のみだった。女性大隊は反ボリシェヴィキのために勇んで戦闘に参加したが、戦力差で圧倒する赤軍に敗北し、全員が捕虜となった。
情勢の不利を悟ったケレンスキーは冬宮殿を脱出し、彼を除く臨時政府の閣僚は全員逮捕・監禁された。1918年6月、ケレンスキーはソビエト政権の国境警備隊にセルビア人将校名義の書類（送還委員会の責任者コムネノヴィッチ大佐から提供されたもの）を見せ、イギリスのスパイ、シドニー・ライリーを伴ってムルマンスクから亡命した。
スペインの新聞『El Imparcial』によると、ケレンスキーは1920年2月にバクーで短期間逮捕されたという。その後、イギリス船でカフカース地方に渡ったが、またもや逮捕された。
プスコフに逃れたケレンスキーは、同地の騎兵部隊を率いてペトログラードを奪還しようと試みた。ケレンスキーの部隊はツァールスコエ・セローを占領したが、翌日にはプルコヴォで赤軍との戦闘に敗れ、数週間を隠れ家で過ごした後、フランスに亡命した。
1920年8月、パリ滞在中のケレンスキーは、ロマノフ家逮捕の経緯と臨時政府の戦争中の活動に関する調査について詳細に説明した。
ロシア内戦が勃発するとケレンスキーは白軍を「反革命右派」、ボリシェヴィキを「反革命左派」と非難し、両者とも支持しなかった。パリでもケレンスキーは活発な政治活動を続けた。1922年から1932年にかけて、彼は新聞『デイズ』を編集し、鋭い反ソ講演を行い、西ヨーロッパに対ソ連戦を呼びかけた。しかし1941年の独ソ戦開始後にはヨシフ・スターリンに支援を申し出ている。

### 亡命生活

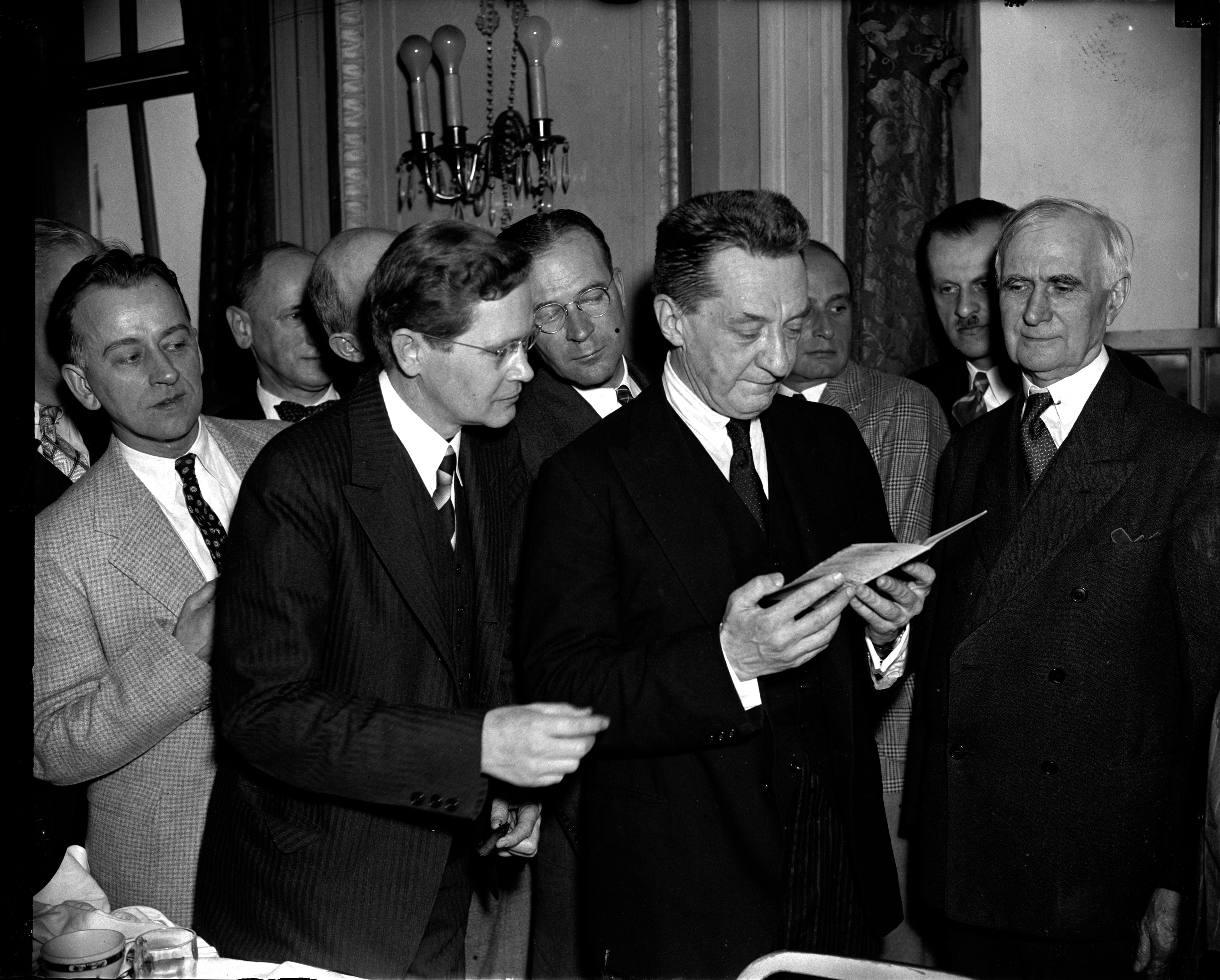
ワシントンD.C.のケレンスキー

ケレンスキーは亡命後も政治活動を続け、1939年、パリに居を構えて間もなくオルガと離婚。同1939年訪米中にオーストラリア人の元ジャーナリストであるリディア・エレン・"ネル"・トリットン（1899-1946）と出会い、極秘裏に再婚した。IMDbによれば、ケレンスキーの孫オレグは1981年の映画『レッズ』で祖父の役を演じた。
1940年にナチス・ドイツのフランス侵攻が開始すると、ケレンスキーはアメリカ合衆国に脱出し、1945年からはオーストラリアのブリスベンに移住し、彼女の家族と共に生活していた。1946年2月にリディアは脳卒中を起こし、4月10日に彼女と死別した。
リディアとの死別後、ケレンスキーは再びアメリカに戻りニューヨークに居住するが、多くの時間をカリフォルニア州で過ごし、スタンフォード大学の講師やフーヴァー戦争・革命・平和研究所の研究員としてロシアの歴史や政治史に関する記録を残した。また、革命政権時代に反ユダヤ感情渦巻くロシアにおいてユダヤ人の人権保護を訴えたことから、ユダヤ系の人間から資金援助や支援を受けていた。その間、KGBは「ピエロ」のコードネームを付けてケレンスキーを監視し、一時は「無力化すべし」とまで報告したが、結局彼は何も危害を受けることはなかった。
1970年4月24日に転倒で肘と骨盤を骨折していたためニューヨークにある聖ルカ病院に入院していたが、6月11日に動脈硬化性心疾患により亡くなった。十月革命の当事者としては最後の生き残りの一人であった。ロシア皇帝を打倒したケレンスキーはロシア正教会から憎まれており、正教会はケレンスキーの葬儀と埋葬を拒否した。最終的には息子オレグとグレブの意向により、遺体はロンドンにある無宗派の墓地に埋葬された。

## 人物
- ケレンスキーは、非常に頑固で、正義感に溢れた意志の強い人物として同時代の人々に記憶されている。彼は自分の考えを明確に述べることができ、最も偉大な演説家の一人と呼ばれた。しかし、優れた教育を受けていたが、社会的マナーには欠けていたという。
- 1916年に腎臓を摘出したが、当時としては非常に危険な手術だった。しかし、それでも彼は89歳まで生き、ほとんどの政敵よりも長生きした。
- 36歳のケレンスキーは、史上最年少の非君主制ロシアの支配者となった。また、2020年4月7日にミハイル・ゴルバチョフによってその記録が破られるまで、ロシアの支配者として最長寿であった[39]。
- ケレンスキーは社会主義者だったが、ロシア正教会には忠実だったようだ。臨時政府下で宗教政策を担当していたアントーン・カルタショフ（ロシア語版）は、1915年11月、ケレンスキーをペトログラード宗教哲学協会（ロシア語版）の会合に連れて行き、そこでケレンスキーは、「平等、自由、友愛......はキリスト教思想家だけでなく、社会主義思想家によっても説かれている」と、教会を改革する必要性について演説を行った[40]。
- ケレンスキーは従来女装を好んでいたという噂から、十月革命時には看護婦の姿に女装して星条旗を掲げた車で逃亡したという噂がバルト水兵から生じていた。しかし、トロツキーはこれをデマであると主張しており、一般的には認められていない。車での逃亡も同様に伝説であるとされている。

### 受賞
- 1917年5月、ケレンスキーは陸軍大臣及び陸軍最高司令官として戦線を訪れ、兵士や将校から「ザームルスキー歩兵第8連隊より」と刻まれた第4位十字章を受け取ったが、自分自身は前線で戦わなかったため、勲章をブルシーロフ将軍に渡した。ケレンスキーは、第3カフカース軍団（ロシア語版）の代表である聖ゲオルギウス騎士団から十字章を受け取り、この十字章はヴィノグラードフという兵士から国防基金に寄贈された。1917年5月末、シベリア小銃連隊の代表がケレンスキーに聖ゲオルギウス十字勲章第1等（ロシア語版）を贈った[41]。

- 2003年、ウリヤノフスク市議会（ロシア語版）の決定により、ケレンスキーに「ウリヤノフスク名誉市民」の称号を授与された[42][43][44]。また、ケレンスキーが生まれたウリヤノフスク市第一体育館の建物に記念プレートが設置された。

## 家族
最初の妻オリガとの間に二人の息子（オレグ、グレブ）をもうけ、二人ともエンジニアとなった。オリガとは1939年に離婚したが、ケレンスキーはその直後にリディアと再婚している。孫のオレグ・ケレンスキーJr.は俳優となり、『レッズ』では祖父のアレクサンドル役として出演している。